# سكوت والاس
سكوت والاس (بالإنجليزية: Scott Wallace)‏ هو صحفي ومصور أمريكي، ولد في 1954.